# Amor grego
Amor grego é um termo usado originalmente pelos classicistas para descrever os costumes, práticas e atitudes principalmente homoeróticas dos gregos antigos. Era frequentemente usado como eufemismo tanto para homossexualidade quanto para pederastia. A frase é um produto do enorme impacto da recepção da cultura grega clássica nas atitudes históricas em relação à sexualidade e sua influência na arte e em vários movimentos intelectuais.:xi, 91–92
Seguindo o trabalho do filósofo Michel Foucault, a validade de um modelo grego antigo para a cultura gay moderna tem sido questionada.:xxxiv No seu ensaio "Amor Grego", Alastair Blanshard vê o "amor grego" como "uma das questões definidoras e divisivas no movimento pelos direitos homossexuais".:161

## Termos históricos
Como uma frase em inglês moderno:72 e outras línguas europeias modernas, o "amor grego" refere-se a várias práticas (principalmente homoeróticas) como parte da herança helênica reinterpretada por adeptos como Lytton Strachey;:20–23 aspas são frequentemente colocadas em uma ou ambas as palavras (amor "grego", "amor" grego ou "amor grego") para indicar que o uso da frase é determinado pelo contexto. Muitas vezes serve como uma "frase codificada" para a pederastia, ou para "higienizar" o desejo homossexual em contextos históricos onde era considerado inaceitável.
O termo alemão griechische Liebe ("Amor grego") aparece na literatura alemã entre 1750 e 1850, junto com socratische Liebe ("Amor socrático") e platonische Liebe ("Amor platônico") em referência às atrações homem-homem. A Grécia Antiga tornou-se um ponto de referência positivo através do qual os homens homossexuais de uma determinada classe e educação podiam envolver-se em discursos que de outra forma seriam tabu.:623 No início do período moderno, foi cuidadosamente mantida uma disjunção entre o eros masculino idealizado na tradição clássica, que era tratado com reverência, e a sodomia, que era um termo de desprezo.

## Antecedentes da Grécia Antiga

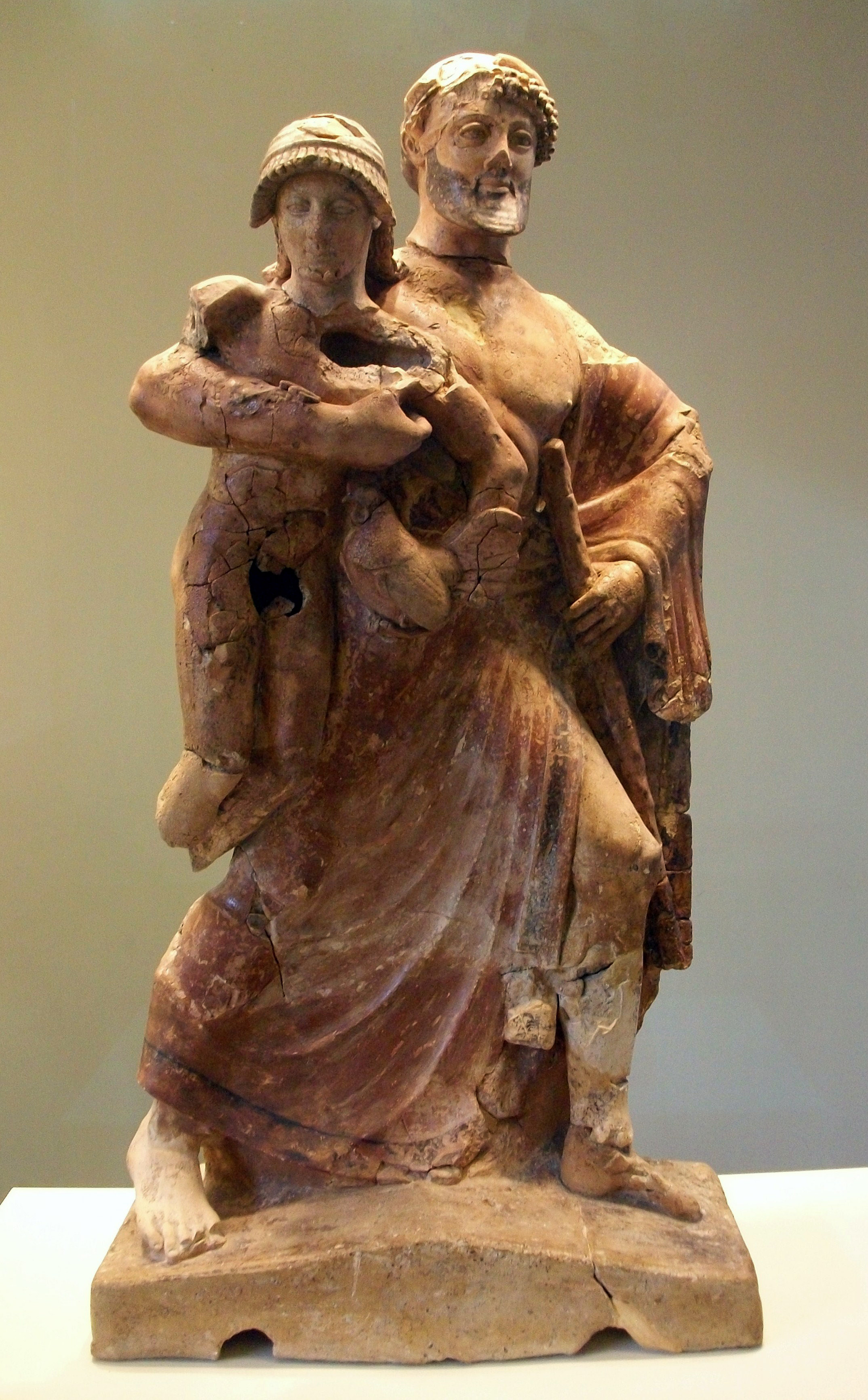
Zeus levando Ganimedes (terracota arcaica tardia)

Em seu estudo clássico Homossexualidade Grega, Kenneth Dover afirma que os substantivos ingleses "um homossexual" e "um heterossexual" não têm equivalente na língua grega antiga. Segundo Dover, não havia na Grécia antiga um conceito equivalente à concepção moderna de "preferência sexual"; presumia-se que uma pessoa poderia ter respostas heterossexuais e homossexuais em momentos diferentes.:1, et passim Evidências de atrações e comportamentos pelo mesmo sexo são mais abundantes em homens do que em mulheres. Tanto o amor romântico quanto a paixão sexual entre homens eram frequentemente considerados normais e, em algumas circunstâncias, saudáveis ou admiráveis. O relacionamento mais comum entre homens era a paiderasteia, uma instituição socialmente reconhecida na qual um homem maduro (erastēs, o amante ativo) se relacionava ou orientava um jovem adolescente:115 (eromenos, o amante passivo, ou pais, "menino" entendido como um carinho e não necessariamente uma categoria de idade:16). Martin Litchfield West vê a pederastia grega como "um substituto para o amor heterossexual, sendo os contactos livres entre os sexos restringidos pela sociedade".
A arte e a literatura gregas retratam esses relacionamentos como às vezes eróticos ou sexuais, ou às vezes idealizados, educacionais, não consumados ou não sexuais. Uma característica distintiva do eros masculino-masculino grego era a sua ocorrência num contexto militar, como no caso da Banda Tebana,:115–117 embora tenha sido questionada a extensão em que os laços homossexuais desempenharam um papel militar.
Alguns mitos gregos foram interpretados como reflexo do costume da paiderasteia, mais notavelmente o mito de Zeus sequestrando Ganimedes para se tornar seu copeiro no simpósio olímpico.:117 A morte de Jacinto também é frequentemente referenciada como um mito pederástico.
As principais fontes literárias gregas sobre a homossexualidade grega são a poesia lírica, a comédia ateniense, as obras de Platão e Xenofonte e os discursos dos tribunais de Atenas. Pinturas em vasos dos anos 500 e 400 a.C. retratam o namoro e o sexo entre homens.:115

## Homoerotismo e a educação grega
A arte e a literatura gregas retratam esses relacionamentos como às vezes eróticos ou sexuais, ou às vezes idealizados, educacionais, não consumados ou não sexuais. Uma característica distintiva do eros masculino-masculino grego era a sua ocorrência num contexto militar, como no caso da Banda Tebana, embora tenha sido questionada a extensão em que os laços homossexuais desempenharam um papel militar.
Além disso, o homoerotismo desempenhava uma função central na formação cívica e intelectual dos jovens nas pólis gregas. Em muitas cidades, especialmente em Atenas, a pederastia era institucionalizada como parte de uma estrutura educacional que envolvia a relação entre um adulto (erastes) e um jovem (eromenos), tendo como objetivo não apenas o prazer, mas também a transmissão de valores éticos, políticos e culturais. Esse vínculo era muitas vezes celebrado em discursos filosóficos e na poesia como um ideal de amizade, educação e elevação moral do jovem.

## Roma Antiga
Em latim, mos Graeciae ou mos Graecorum ("costume grego" ou "o caminho dos gregos") refere-se a uma variedade de comportamentos que os antigos romanos consideravam gregos, incluindo, mas não se limitando à prática sexual.:72 Os comportamentos homossexuais em Roma eram aceitáveis apenas dentro de uma relação inerentemente desigual; os cidadãos romanos do sexo masculino mantinham a sua masculinidade enquanto assumissem o papel activo e penetrante, e o parceiro sexual masculino apropriado era uma prostituta ou escravo, que quase sempre não seria romano. Na Grécia arcaica e clássica, a paiderasteia era uma relação social formal entre homens livres; tirada do contexto e remodelada como um produto de luxo de um povo conquistado, a pederastia passou a expressar papéis baseados na dominação e na exploração.:37, 40–41 et passim Os escravos frequentemente recebiam, e as prostitutas às vezes assumiam, nomes gregos, independentemente de sua origem étnica; os meninos (pueri) pelos quais o poeta Marcial se sentia atraído tinham nomes gregos. O uso de escravos definiu a pederastia romana; as práticas sexuais eram "de alguma forma 'gregas '"  quando eram dirigidas a "meninos nascidos livres cortejados abertamente de acordo com a tradição helênica da pederastia".:17
A efeminação ou a falta de disciplina no gerenciamento da atração sexual por outro homem ameaçava a "romanidade" de um homem e, portanto, poderia ser menosprezada como "oriental" ou "grega". Os receios de que os modelos gregos pudessem "corromper" os códigos sociais romanos tradicionais (o mos maiorum) parecem ter motivado uma lei vagamente documentada (Lex Scantinia) que tentava regular aspectos das relações homossexuais entre homens livres e proteger os jovens romanos de homens mais velhos que imitavam os costumes gregos de pederastia.:27
No entanto, no final do século II a.C., a elevação da literatura e da arte gregas como modelos de expressão fez com que o homoerotismo fosse considerado urbano e sofisticado. O cônsul Quintus Lutatius Catulus estava entre um círculo de poetas que fizeram poemas helenísticos curtos e leves, moda no final da República. Um dos poucos fragmentos sobreviventes é um poema de desejo dirigido a um homem com nome grego, sinalizando a nova estética na cultura romana. A helenização da cultura de elite influenciou as atitudes sexuais entre os "romanos vanguardistas e filhelênicos",:28 como distinto da orientação ou comportamento sexual, e chegou a bom termo na "nova poesia" dos anos 50 a.C. Os poemas de Caio Valério Catulo, escritos em formas adaptadas dos metros gregos, incluem vários que expressam o desejo por um jovem livre explicitamente chamado de "Juventude" (Iuventius). Seu nome latino e seu status de nascido livre subvertem a tradição pederástica em Roma.:28 Os poemas de Catulo são mais frequentemente dirigidos a uma mulher.
O ideal literário celebrado por Catulo contrasta com a prática da elite romana que mantinha um puer delicatus ("rapaz requintado") como uma forma de consumo sexual de alto status, uma prática que continuou até a era imperial. O puer delicatus era um escravo escolhido entre os pajens que servia em uma casa de alto escalão. Ele foi selecionado por sua boa aparência e graça para servir ao lado de seu mestre, onde é frequentemente retratado na arte. Entre suas funções, em um convívio ele representaria o papel mitológico grego de Ganimedes, o jovem troiano sequestrado por Zeus para servir como um copeiro divino.:34 Os ataques a imperadores como Nero e Heliogábalo, cujos jovens parceiros masculinos os acompanhavam em público para cerimónias oficiais, criticavam a perceção de "grego" da sexualidade entre homens.:136 O “amor grego”, ou o modelo cultural da pederastia grega na Roma antiga, é um “topos ou jogo literário” que “nunca deixa de ser grego no imaginário romano”, uma pose erótica a ser distinguida das variedades de sexualidade do mundo real entre os indivíduos.:67 Vout vê as opiniões de Williams e MacMullen como extremos opostos sobre o assunto.

## Renascimento

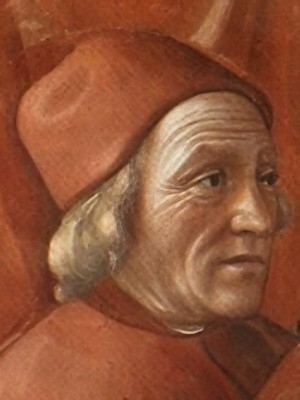
Marsilio Ficino articulou uma forma idealizada de amor masculino dentro da tradição clássica

As relações entre homens do mesmo sexo, do tipo retratado pelo ideal do “amor grego”, foram cada vez mais proibidas nas tradições cristãs da sociedade ocidental.:213, 411 No período pós-clássico, a poesia de amor dirigida por homens a outros homens era, em geral, um tabu.:6 De acordo com o livro de Reeser "Setting Plato Straight", foi o Renascimento que mudou a ideia de amor no sentido de Platão para o que hoje chamamos de "amor platônico" — como assexual e heterossexual.
Em 1469, o neoplatônico italiano Marsilio Ficino reintroduziu o Simpósio de Platão na cultura ocidental com sua tradução latina intitulada De Amore ("Sobre o Amor").:29:38 Ficino é "talvez o mais importante comentador e professor platônico do Renascimento".:128 O Simpósio tornou-se o texto mais importante para as concepções de amor em geral durante o Renascimento.:29 Em seu comentário sobre Platão, Ficino interpreta amor platonicus ("amor platônico") e amor socraticus ("amor socrático") alegoricamente como amor masculino idealizado, de acordo com a doutrina da Igreja. A interpretação de Ficino do Simpósio influenciou uma visão filosófica de que a busca do conhecimento, particularmente o autoconhecimento, exigia a sublimação do desejo sexual.:2 Ficino iniciou assim o longo processo histórico de supressão do homoerotismo de em particular, o diálogo Cármides "ameaça expor a natureza carnal do amor grego" que Ficino procurou minimizar.:101
Para Ficino, o “amor platônico” era um vínculo entre dois homens que fomentava uma vida emocional e intelectual compartilhada, diferentemente do “amor grego” praticado historicamente como o relacionamento erastes / eromenos. Ficino aponta, portanto, para o uso moderno de "amor platônico" para significar amor sem sexualidade. Em seu comentário ao Simpósio, Ficino separa cuidadosamente o ato de sodomia, que ele condenou, e elogia o amor socrático como a mais alta forma de amizade. A mesma atitude informa seu breve tratamento dos comentários homossexuais que ocasionalmente aparecem na República. Ficino sustentou que os homens poderiam usar a beleza e a amizade uns dos outros para descobrir o bem maior, isto é, Deus, e assim cristianizou o amor masculino idealizado, conforme expresso por Sócrates.:38
Durante o Renascimento, artistas como Leonardo da Vinci e Michelangelo usaram a filosofia de Platão como inspiração para algumas de suas maiores obras. A “redescoberta” da antiguidade clássica foi percebida como uma experiência libertadora, e o amor grego como um ideal segundo um modelo platónico. Michelangelo apresentou-se ao público como um amante platônico dos homens, combinando a ortodoxia católica e o entusiasmo pagão em sua representação da forma masculina, mais notavelmente o David,:270 mas seu sobrinho-neto editou seus poemas para diminuir as referências ao seu amor por Tommaso Cavalieri.:5
Em contraste, o ensaísta renascentista francês Montaigne, cuja visão do amor e da amizade era humanidade e racionalista, rejeitou o "amor grego" como modelo em seu ensaio "De l'amitié" ("Sobre a amizade"); não estava de acordo com as necessidades sociais de sua época, ele escreveu, porque envolvia "uma disparidade necessária de idade e uma diferença nas funções dos amantes". Como Montaigne via a amizade como um relacionamento entre iguais no contexto da liberdade política, essa desigualdade diminuiu o valor do amor grego. A beleza física e a atração sexual inerentes ao modelo grego para Montaigne não eram condições necessárias para a amizade, e ele descarta as relações homossexuais, às quais ele se refere como license grecque, como socialmente repulsivas. Embora a importação por atacado de um modelo grego fosse socialmente imprópria, a license grecque parece se referir apenas à conduta homossexual licenciosa, em contraste com o comportamento moderado entre homens na amizade perfeita. Quando Montaigne escolhe introduzir o seu ensaio sobre a amizade recorrendo ao modelo grego, "o papel da homossexualidade como trope é mais importante do que o seu estatuto como desejo ou acto masculino-masculino real... a licença grega torna-se um dispositivo estético para enquadrar o centro".

## Neoclassicismo

### Helenismo alemão

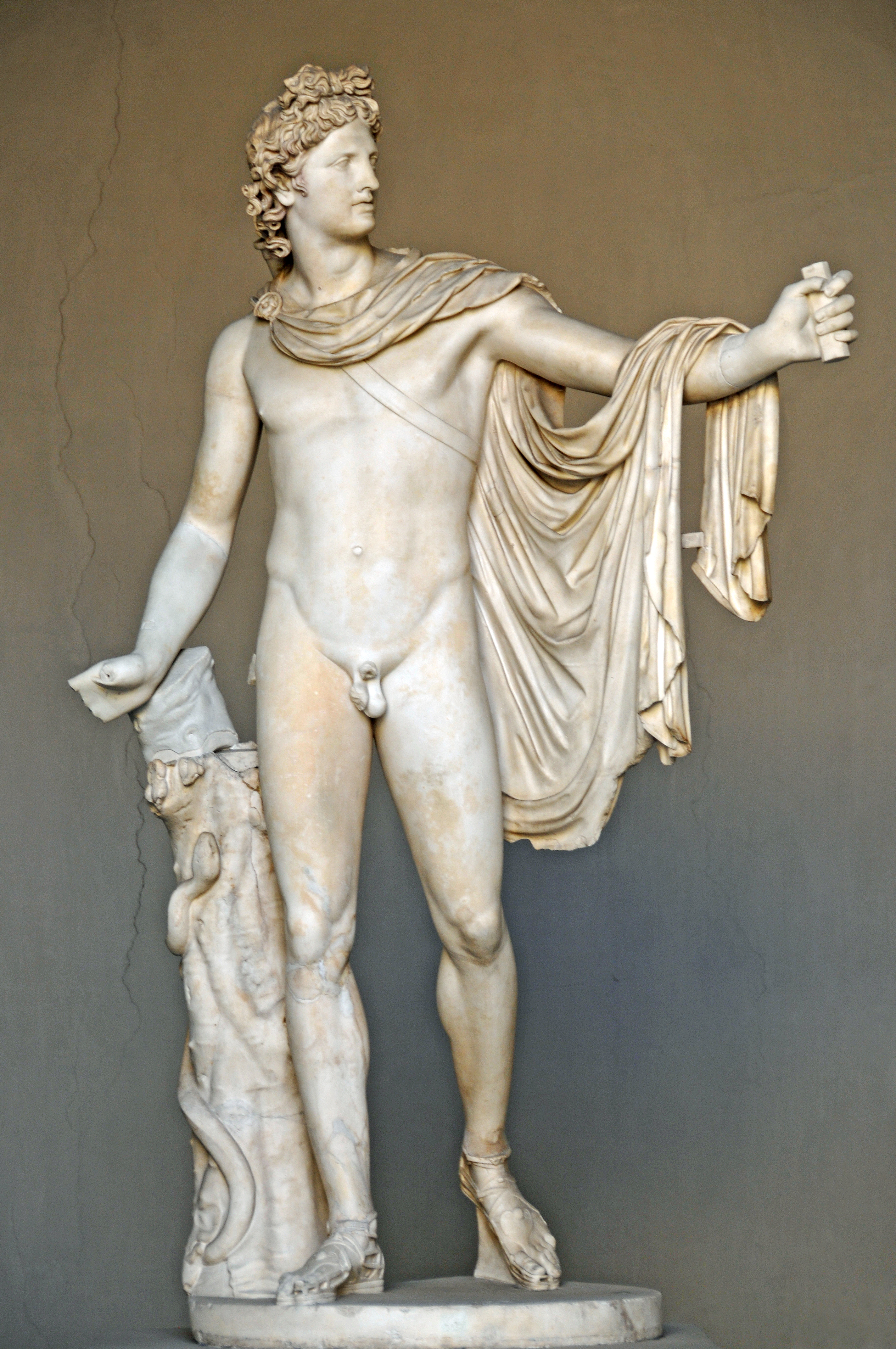
Winckelmann viu o Apollo Belvedere como a personificação de um ideal grego

O termo alemão griechische Liebe ("Amor grego") aparece na literatura alemã entre 1750 e 1850, junto com socratische Liebe ("Amor socrático") e platonische Liebe ("Amor platônico") em referência às atrações homem-homem. A obra do historiador de arte alemão Johann Winckelmann foi uma grande influência na formação dos ideais clássicos no século XVIII e também é um ponto de partida frequente para histórias da literatura alemã gay.:612 Winckelmann observou o homoerotismo inerente à arte grega, embora sentisse que tinha de deixar muito dessa percepção implícita: "Eu teria sido capaz de dizer mais se tivesse escrito para os gregos, e não numa língua moderna, que me impunha certas restrições." A sua própria homossexualidade influenciou a sua resposta à arte grega e muitas vezes tendia para o rapsódico: "da admiração passo ao êxtase ...," escreveu ele sobre o Apollo Belvedere, "Sou transportado para Delos e os bosques sagrados da Lícia — lugares onde Apolo homenageou com sua presença — e a estátua parece ganhar vida como a bela criação de Pigmalião." Embora agora seja considerada "a-histórica e utópica", a sua abordagem à história da arte forneceu um "corpo" e um "conjunto de tropos " para o amor grego, "uma semântica em torno do amor grego que ... alimenta os discursos relacionados do século XVIII sobre amizade e amor".
Winckelmann inspirou poetas alemães no final do século XVIII e ao longo do século XIX,:55 incluindo Goethe, que apontou a glorificação de Winckelmann do jovem nu masculino na escultura grega antiga como central para uma nova estética da época,:612 e para quem o próprio Winckelmann foi um modelo de amor grego como uma forma superior de amizade. Embora Winckelmann não tenha inventado o eufemismo “amor grego” para a homossexualidade, ele foi caracterizado como uma “parteira intelectual” do modelo grego como um ideal estético e filosófico que moldou o “culto da amizade” homossocial do século XVIII.:55

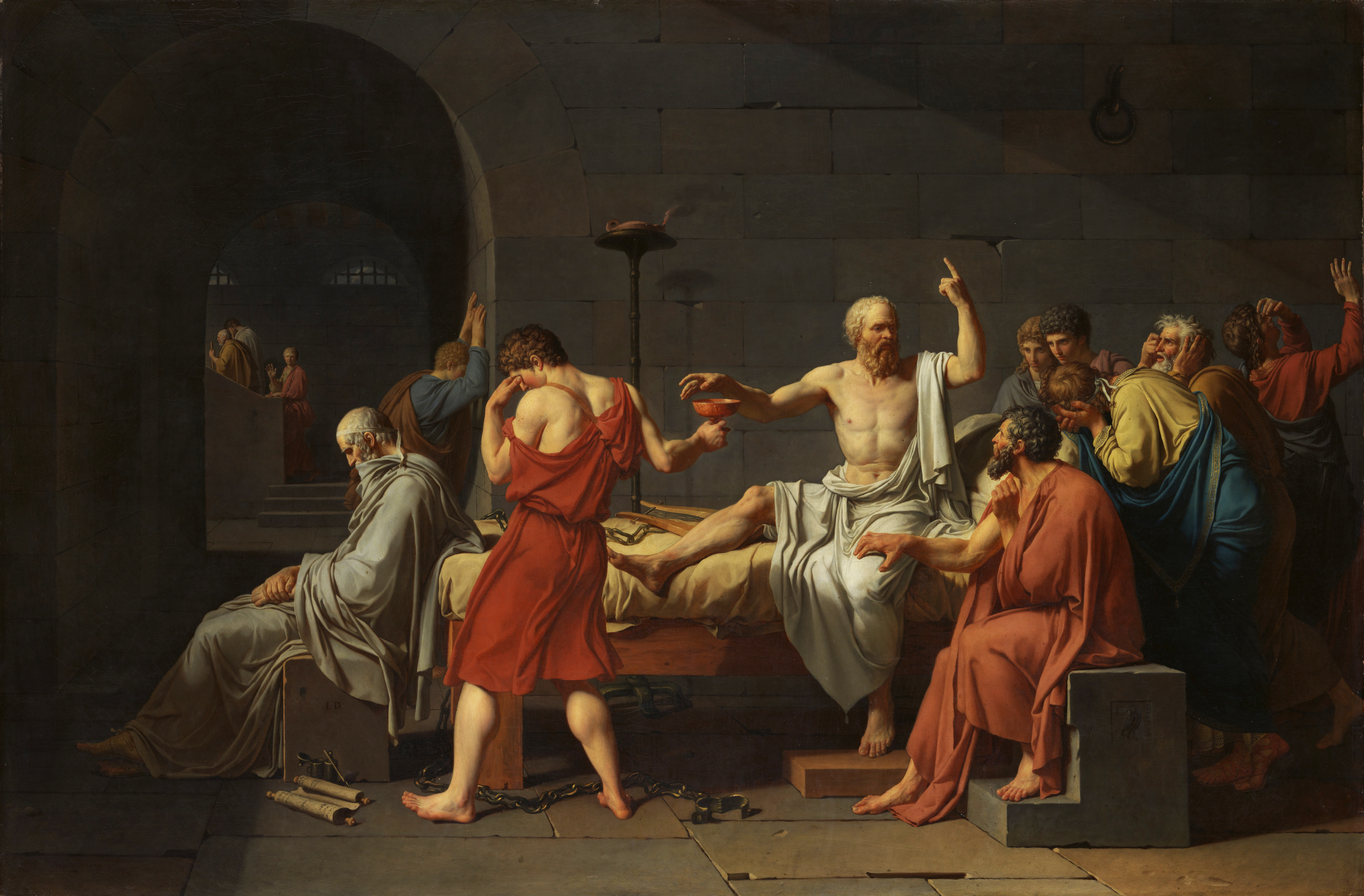
A idealização da cultura homossocial grega na Death of Socrates de David

As obras alemãs do século XVIII do meio do "amor grego" dos estudos clássicos incluem os ensaios acadêmicos de Christoph Meiners e Alexander von Humboldt, o poema paródico "Juno e Ganimedes" de Christoph Martin Wieland e A Year in Arcadia: Kyllenion (1805), um romance sobre um caso de amor explicitamente masculino em um cenário grego de Augusto, Duque de Saxe-Gotha-Altemburgo.

### Neoclassicismo francês
As obras de arte neoclássicas frequentemente representavam a sociedade antiga e uma forma idealizada de "amor grego".:136 Death of Socrates de Jacques-Louis David pretende ser uma pintura "grega", imbuída de uma apreciação do "amor grego", uma homenagem e documentação de camaradagem masculina, desinteressada e despreocupada.

## Romantismo inglês

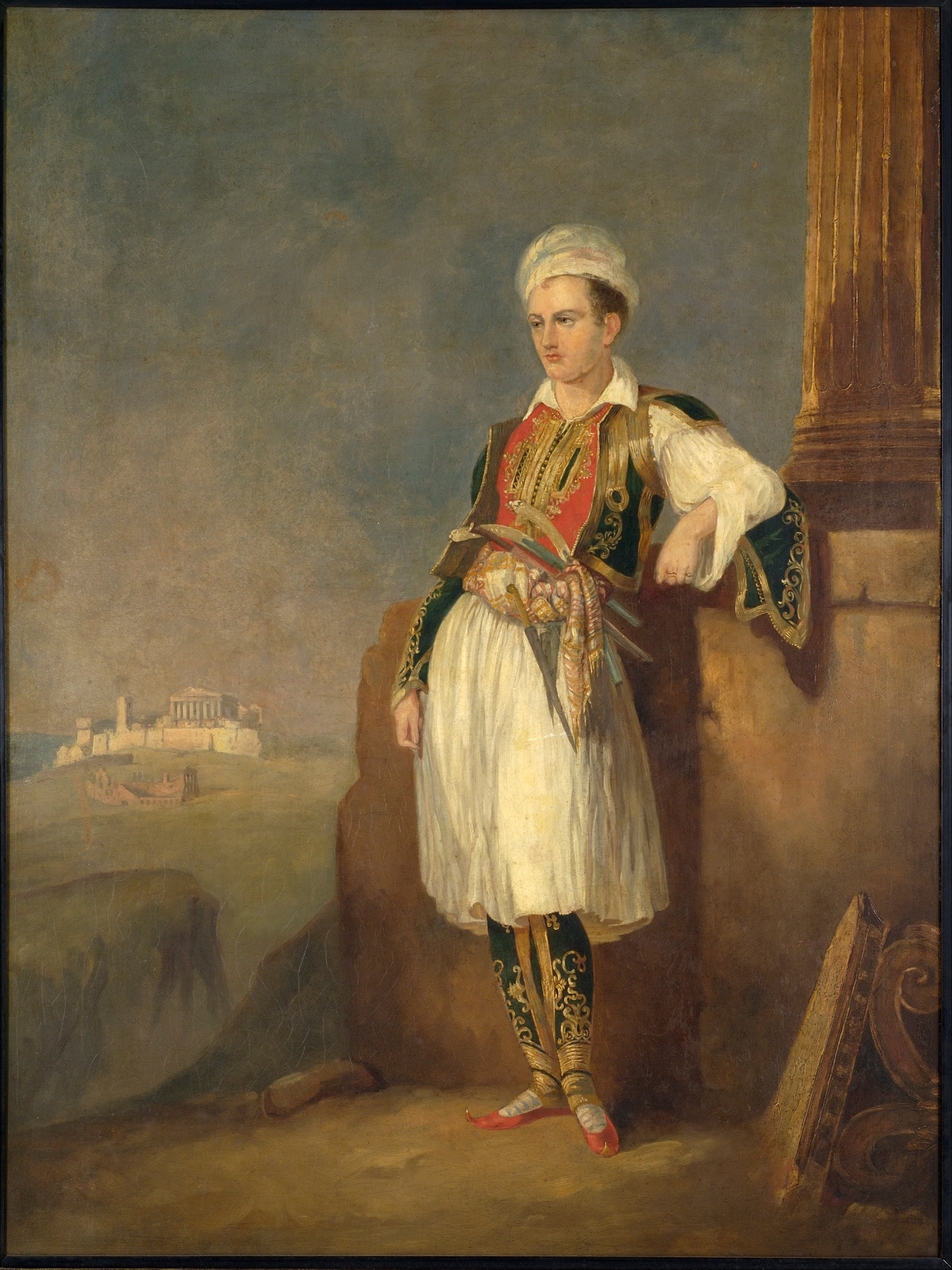
Byron em traje nacionalista grego (c. 1830) com a Acrópole de Atenas ao fundo

O conceito de amor grego foi importante para dois dos poetas mais significativos do Romantismo inglês, Byron e Shelley. Durante a era da Regência em que viveram, a homossexualidade era vista com crescente desagrado e denunciada por muitos no público em geral, em consonância com a invasão dos valores vitorianos na corrente principal do público. Os termos "homossexual" e "gay" não eram usados durante esse período, mas o "amor grego" entre os contemporâneos de Byron se tornou uma maneira de conceituar a homossexualidade, de outra forma tabu, dentro dos precedentes de um passado clássico altamente estimado. O filósofo Jeremy Bentham, por exemplo, apelou a modelos sociais da antiguidade clássica, como os laços homoeróticos da Banda Tebana e a pederastia, para demonstrar como essas relações não erodiam inerentemente os casamentos heterossexuais ou a estrutura familiar.:38–53
A alta consideração pela antiguidade clássica no século XVIII causou algum ajuste nas atitudes homofóbicas no continente.:86 Na Alemanha, o prestígio da filologia clássica levou eventualmente a traduções e ensaios mais honestos que examinavam o homoerotismo da cultura grega, particularmente a pederastia, no contexto da investigação académica em vez da condenação moral. Um arcebispo inglês escreveu o que pode ser o relato mais efusivo sobre a pederastia grega disponível em inglês na época, devidamente mencionado por Byron na "Lista de escritores históricos cujas obras examinei", que ele elaborou aos 19 anos.
Platão era pouco lido na época de Byron, em contraste com a era vitoriana posterior, quando as traduções do Simpósio e do Fedro seriam a maneira mais provável para um jovem estudante aprender sobre a sexualidade grega.:89 A única tradução inglesa do Simpósio, publicada em duas partes em 1761 e 1767, foi um empreendimento ambicioso do estudioso Floyer Sydenham, que, no entanto, se esforçou para suprimir seu homoerotismo: Sydenham traduzia regularmente a palavra eromenos como "amante", e "menino" frequentemente se torna "donzela" ou "mulher".:89–90 Ao mesmo tempo, o currículo clássico nas escolas inglesas deixou de lado obras de história e filosofia em favor da poesia latina e grega, que frequentemente tratava de temas eróticos.:91 Ao descrever os aspectos homoeróticos da vida e da obra de Byron, Louis Crompton usa o termo genérico “amor grego” para abranger modelos literários e culturais de homossexualidade da antiguidade clássica como um todo, tanto gregos quanto romanos,:89 tal como foi recebido pelos intelectuais, artistas e moralistas da época. Para aqueles como Byron, que estavam imersos na literatura clássica, a frase "amor grego" evocava mitos pederásticos como Ganimedes e Jacinto, bem como figuras históricas como os mártires políticos Harmódio e Aristogeu, e o amado Antínoo de Adriano; Byron se refere a todas essas histórias em seus escritos. Ele estava ainda mais familiarizado com a tradição clássica do amor masculino na literatura latina e citou ou traduziu passagens homoeróticas de Catulo, Horácio, Virgílio e Petrônio,:11 cujo nome “era sinônimo de homossexualidade no século XVIII”.:93 No círculo de Byron em Cambridge, “Horaciano” era uma palavra-código para “bissexual”.:94 Na correspondência, Byron e seus amigos recorreram ao código de alusões clássicas, em uma troca referindo-se com trocadilhos elaborados a "Jacintos" que poderiam ser atingidos por coitos, como o mitológico Jacinto foi acidentalmente derrubado ao lançar o disco com Apolo.

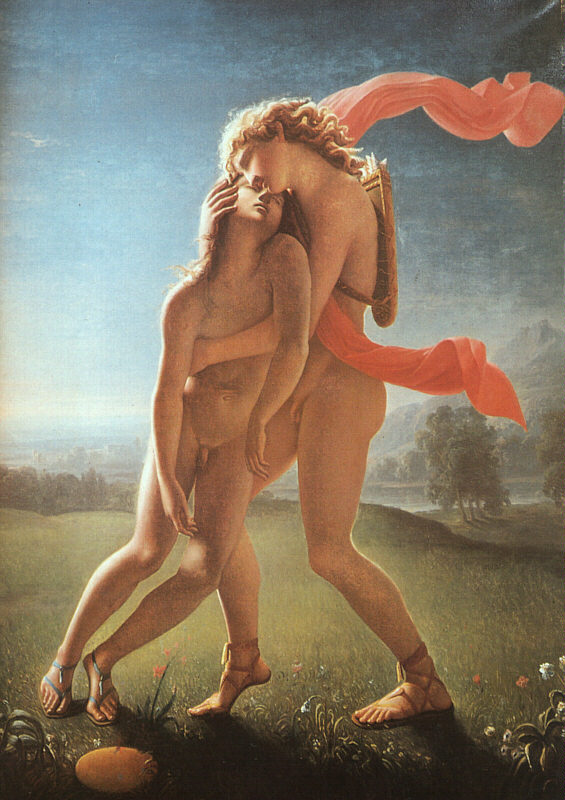
The Death of Hyacinthos (c. 1801) nos braços de Apolo, por um pintor contemporâneo de Byron, Jean Broc

Shelley queixou-se de que a reticência contemporânea sobre a homossexualidade impedia os leitores modernos, sem conhecimento das línguas originais, de compreender uma parte vital da vida grega antiga. Sua poesia foi influenciada pela “beleza masculina andrógina” representada na história da arte de Winckelmann.:88 Shelley escreveu seu Discurso sobre os costumes dos gregos antigos em relação ao tema do amor sobre a concepção grega do amor em 1818, durante seu primeiro verão na Itália, simultaneamente com sua tradução do Simpósio de Platão. Shelley foi o primeiro grande escritor inglês a analisar a homossexualidade platônica, embora nenhuma das obras tenha sido publicada durante sua vida. A sua tradução do Simpósio só apareceu na sua forma completa em 1910. Shelley afirma que o amor grego surgiu das circunstâncias das famílias gregas, nas quais as mulheres não eram educadas e não eram tratadas como iguais, e portanto não eram objetos adequados de amor ideal. Embora Shelley reconhecesse a natureza homossexual das relações amorosas entre homens na Grécia antiga, ele argumentava que os amantes homossexuais muitas vezes não se envolviam em nenhum comportamento de natureza sexual, e que o amor grego era baseado no componente intelectual, no qual se busca um amado complementar. Ele sustenta que a imoralidade dos atos homossexuais está no mesmo nível da imoralidade da prostituição contemporânea e contrasta a versão pura do amor grego com a licenciosidade posterior encontrada na cultura romana. Shelley cita os sonetos de Shakespeare como outra expressão dos mesmos sentimentos e, em última análise, argumenta que eles são castos e platônicos por natureza.

## Era vitoriana
Ao longo do século XIX, os homens de classe alta com orientação ou simpatias pelo mesmo sexo consideravam o "amor grego", frequentemente usado como um eufemismo para a antiga relação pederástica entre um homem e um jovem, como um "ideal legitimador": "o prestígio da Grécia entre os vitorianos educados da classe média ... era tão massiva que as invocações do helenismo podiam lançar um véu de respeitabilidade até mesmo sobre um vício ou crime até então inominável."  :28 A homossexualidade surgiu como uma categoria de pensamento durante a era vitoriana em relação aos estudos clássicos e ao nacionalismo "masculino"; o discurso do "amor grego" durante esse período geralmente excluía a sexualidade das mulheres. Escritores vitorianos tardios como Walter Pater, Oscar Wilde e John Addington Symonds viram no "amor grego" uma forma de introduzir individualidade e diversidade dentro da sua própria civilização.:66 O conto de Pater "Apolo na Picardia" se passa em um mosteiro fictício onde um estrangeiro pagão chamado Apollyon causa a morte do jovem noviço Hyacinth; o mosteiro "mapeia o amor grego" como o local de uma potencial "comunidade homoerótica" dentro do anglo-catolicismo. Outros que abordaram o tema do amor grego em cartas, ensaios e poesia incluem Arthur Henry Hallam.
Os esforços de estetas e intelectuais para legitimar várias formas de comportamentos e atitudes homossexuais em virtude de um modelo helênico não foram isentos de oposição. O ensaio de 1877 "O espírito grego na literatura moderna" de Richard St. John Tyrwhitt alertou contra a imoralidade percebida desta agenda. Tyrwhitt, que era um vigoroso defensor do estudo do grego, caracterizou o helenismo de sua época como "a negação total de qualquer restrição moral a quaisquer impulsos humanos" e delineou o que ele via como o escopo adequado da influência grega na educação dos jovens. Tyrwhitt e outros críticos atacaram nominalmente vários estudiosos e escritores que tentaram usar Platão para apoiar uma agenda inicial de direitos gays e cujas carreiras foram posteriormente prejudicadas por sua associação com o "amor grego".:145:90–92

### Symonds e a ética grega

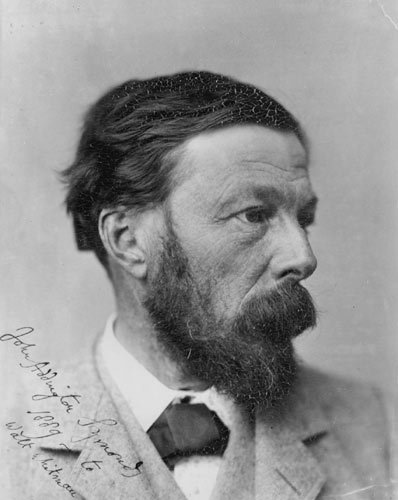
John Addington Symonds, em uma foto que ele autografou para Walt Whitman

Em 1873, o poeta e crítico literário John Addington Symonds escreveu Um problema na ética grega, uma obra que mais tarde poderia ser chamada de "história gay", inspirada na poesia de Walt Whitman. A obra, "talvez o mais exaustivo elogio do amor grego", permaneceu inédita durante uma década, tendo sido depois impressa inicialmente apenas numa edição limitada para distribuição privada. A abordagem de Symonds na maior parte do ensaio é principalmente filológica. Ele trata o “amor grego” como central para a “moralidade estética” grega. Consciente da natureza tabu do seu tema, Symonds referiu-se indiretamente à pederastia como "aquele costume inominável" numa carta a um potencial leitor do livro, mas definiu o "amor grego" no próprio ensaio como "um apego apaixonado e entusiasmado que subsiste entre o homem e a juventude, reconhecido pela sociedade e protegido pela opinião, que, embora não fosse isento de sensualidade, não degenerava em mera licenciosidade".
Symonds estudou clássicos com Benjamin Jowett no Balliol College, Oxford, e mais tarde trabalhou com Jowett em uma tradução para o inglês do Simpósio de Platão.:78 Quando Jowett criticou as opiniões de Symonds sobre a sexualidade, Dowling observa que Jowett, em suas palestras e introduções, discutiu o amor entre homens e mulheres quando o próprio Platão estava falando sobre o amor grego pelos meninos.:74 Symonds afirmou que "o amor grego não era para Platão uma 'figura de linguagem', mas uma realidade presente e pungente. O amor grego não é para os estudos modernos de Platão uma 'figura de linguagem' e nenhum anacronismo, mas uma realidade presente e pungente." Symonds lutou contra a dessexualização do " amor platônico " e procurou desmascarar a associação da efeminação com a homossexualidade, defendendo uma visão inspirada em Esparta do amor masculino como contribuinte para laços militares e políticos.:130 Quando Symonds foi falsamente acusado de corromper os meninos do coro, Jowett apoiou-o, apesar das suas próprias opiniões ambíguas sobre a relação do helenismo com as questões jurídicas e sociais contemporâneas que afectavam os homossexuais.:88,91
Symonds também traduziu poesia clássica sobre temas homoeróticos e escreveu poemas baseados em imagens e linguagem gregas antigas, como Eudíades, que foi chamado de "o mais famoso de seus poemas homoeróticos": "As metáforas são gregas, o tom árcade e as emoções um pouco sentimentais para os leitores de hoje.":78
Uma das formas pelas quais Symonds e Whitman se expressaram em sua correspondência sobre o tema da homossexualidade foi por meio de referências à cultura grega antiga, como a amizade íntima entre Calícrates, "o homem mais belo entre os espartanos", e o soldado Aristodemo. Symonds foi influenciado pelo trabalho de Karl Otfried Müller sobre os dórios, que incluía um exame "desconstrangido" do lugar da pederastia na pedagogia, na vida militar e na sociedade espartanas.:xv Symonds distinguiu entre o “amor heróico”, para o qual a amizade ideal de Aquiles e Pátroclo serviu de modelo, e o “amor grego”, que combinava ideais sociais com a realidade “vulgar”. Symonds imaginou uma “homossexualidade nacionalista” baseada no modelo de amor grego, distanciada da efeminação e dos comportamentos “degradantes” e vista como “na sua origem e essência, militar”. Ele tentou conciliar sua apresentação do amor grego com os valores cristãos e cavalheirescos.:80A sua estratégia para influenciar a aceitação social da homossexualidade e a reforma legal em Inglaterra incluía a evocação de um modelo grego idealizado que reflectia valores morais vitorianos como a honra, a devoção e o auto-sacrifício.:83

### O julgamento de Oscar Wilde
Durante seu relacionamento com Lord Alfred “Bosie” Douglas, Wilde frequentemente invocava o precedente histórico dos modelos gregos de amor e masculinidade, chamando Douglas de contemporâneo de “Jacinto, a quem Apolo amava tão loucamente”, em uma carta a ele em julho de 1893. O julgamento de Oscar Wilde marcou o fim do período em que os defensores do “amor grego” podiam esperar legitimar a homossexualidade apelando a um modelo clássico.:159–160 Durante o interrogatório, Wilde defendeu sua declaração de que "o prazer é a única coisa pela qual se deve viver", reconhecendo: "Estou, nesse ponto, inteiramente do lado dos antigos — os gregos. É uma ideia pagã." Com o surgimento da sexologia, no entanto, esse tipo de defesa deixou de se sustentar.

## Século XX e XXI
O legado da Grécia na estética homossexual tornou-se problemático, e o significado de um “traje” derivado da antiguidade clássica foi questionado. O teórico francês Michel Foucault (1926–1984), talvez mais conhecido pela sua obra A História da Sexualidade, rejeitou as concepções essencialistas da história gay e promoveu uma visão agora "amplamente aceite" de que "o amor grego não é uma prefiguração da homossexualidade moderna".:xxxiv